# Grúzia uralkodóinak listája
Az alábbi lista Grúzia uralkodóit tartalmazza Kr. e. 3. századtól a 19. századig.

## Ibéria királyai (Kr. e. 284–Kr. u. 580)

### Az egységes ország (Kr. e. 284–Kr. u. 106)
| Dinasztia | Uralkodó                      | Uralkodott              | Grúz név         | Megjegyzés                         |
| --------- | ----------------------------- | ----------------------- | ---------------- | ---------------------------------- |
| Pharnavaz | I. Pharnavazosz (*Kr. e. 309) | Kr. e. 284 – Kr. e. 234 | ფარნავაზ I       |                                    |
| Pharnavaz | I. Szauromakész               | Kr. e. 234 – Kr. e. 159 | საურმაგი         | I. Pharnavazosz fia.               |
| Pharnavaz | I. Mirian                     | Kr. e. 159 – Kr. e. 109 | მირიან I         | I. Szauromakész fia.               |
| Pharnavaz | Pharnajom                     | Kr. e. 109 – Kr. e. 90  | ფარნაჯომი        | I. Mirian fia.                     |
| Arszakid  | I. Artaxiász                  | Kr. e. 90 – Kr. e. 78   | არშაკ I (იბერია) | I. Artavaszdész örmény király fia. |
| Arszakid  | Artokész                      | Kr. e. 78 – Kr. e. 63   | არტაგ II         | I. Artaxiász fia.                  |
| Arszakid  | II. Pharnavazosz              | Kr. e. 63 – Kr. e. 32   | ფარნავაზი II     | Artokész fia.                      |
| Nimrodid  | II. Mirian (*Kr. e. 92)       | Kr. e. 32 – Kr. e. 23   | მირიანი II       | Pharnajom fia.                     |
| Nimrodid  | II. Artaxiász                 | Kr. e. 20 – Kr. e. 2    | არშაკ II         | II. Mirian fia.                    |
| Nimrodid  | I. Pharaszmanész              | Kr. e. 2 – Kr. u. 58    | ფარსმან I        | II. Pharnavaz fogadott fia.        |
| Nimrodid  | I. Mithridatész               | Kr. u. 58 – Kr. u. 106  | მითრიდატე I      | I. Pharaszmanész fia.              |

### Részkirályok (1. század)
I. Mithridatész idejében több részkirálya is volt az országnak.

#### Mchetaés tartománya (55–129)
| Dinasztia | Uralkodó     | Uralkodott | Grúz név  | Megjegyzés            |
| --------- | ------------ | ---------- | --------- | --------------------- |
| Nimrodid  | II. Bartom   | 55–72      | ბარტომ II | I. Pharaszmanész fia. |
| Nimrodid  | Kaosz        | 72–87      | კაოზი     | II. Bartom fia.       |
| Nimrodid  | Armazel      | 87–103     | არმაზელი  | Kaosz fia.            |
| Nimrodid  | Dérok        | 103–113    | დეროკი    | Armazel fia.          |
| Nimrodid  | Mithridatész | 113–129    | მირდატი   | Dérok fia.            |

#### Armazés tartománya (55–103)
| Dinasztia | Uralkodó      | Uralkodott | Grúz név | Megjegyzés            |
| --------- | ------------- | ---------- | -------- | --------------------- |
| Nimrodid  | Quartam       | 55–72      | ქართამი  | I. Pharaszmanész fia. |
| Nimrodid  | Pharaszmanész | 72–87      | ფარსმანი | Quartam fia.          |
| Nimrodid  | Azork         | 87–103     | აზორკი   | Pharaszmanész fia.    |

### Az egységes ország (106–580)
| Dinasztia | Uralkodó           | Uralkodott | Grúz név            | Megjegyzés                                                                                                 |
| --------- | ------------------ | ---------- | ------------------- | --- |
| Nimrodid  | I. Amazaszposz     | 106–116    | ამაზასპ I           | I. Mithridatész fia.                                                                                       |
| Nimrodid  | II. Pharaszmanész  | 116–132    | ფარსმან II          | I. Amazaszposz fia.                                                                                        |
| Nimrodid  | Radamiszt          | 132–135    | ღადამი              | II. Pharaszmanész fia.                                                                                     |
| Nimrodid  | III. Pharaszmanész | 135–185    | ფარსმან III         | Radamiszt fia.                                                                                             |
| Nimrodid  | II. Amazaszposz    | 185–189    | ამაზასპ II          | III. Pharaszmanész fia.                                                                                    |
| Arszakida | I. Igazságos Rev   | 189–216    | რევ I მართალი       | V. Vologaszész párthus és örmény király fia, II. Amazaszposz leányági unokaöccse.                          |
| Arszakida | I. Vache           | 216–234    | ვაჩე                | I. Rev fia.                                                                                                |
| Arszakida | I. Bakoriosz       | 234–249    | ბაკურ I             | I. Vache fia.                                                                                              |
| Arszakida | II. Mithridatész   | 249–265    | მირდატ II           | I. Bakoriosz fia.                                                                                          |
| Arszakida | III. Amazaszposz   | 260–265    | ამაზასპ III         | Ellenkirály.                                                                                               |
| Arszakida | I. Aszpakourész    | 265–284    | ასფაგურ I           | II. Mithridatész fia.                                                                                      |
| Khoszroid | III. Mirian (*277) | 284–361    | მირიან III          | I. Aszpakourész leányági unokája. 334-ben keresztény hitre tért, és 337-ben államvallássá tette Grúziában. |
| Khoszroid | II. Rev            | 345–361    | რევ II              | III. Mirian fia. Társuralkodó                                                                              |
| Khoszroid | II. Szauromakész   | 361–363    | საურმაგ II          | II. Rev fia.                                                                                               |
| Khoszroid | II. Aszpakourész   | 363–365    | ვარაზ-ბაკურ I       | III. Mirian fia. Más néven II. Varaz-Bakur.                                                                |
| Khoszroid | III. Mithridatész  | 365–380    | მირდატ III          | II. Aszpakourész fia.                                                                                      |
| Khoszroid | III. Aszpakourész  | 380–394    | ვარაზ-ბაკურ II      | Más néven II. Varaz-Bakur.                                                                                 |
| Khoszroid | I. Tiridatész      | 394–406    | თრდატი              | II. Rev fia.                                                                                               |
| Khoszroid | IV. Pharsman       | 406–409    | ფარსმან IV          | III. Aszpakourész fia.                                                                                     |
| Khoszroid | IV. Mithridatész   | 409–411    | მირდატ IV           | III. Aszpakourész fia.                                                                                     |
| Khoszroid | Arcsil             | 411–435    | არჩილი              | IV. Mithridatész fia.                                                                                      |
| Khoszroid | V. Mithridatész    | 435–447    | მირდატ V            | Arcsil fia.                                                                                                |
| Khoszroid | I. Vahtang (*439)  | 447–502    | ვახტანგ I გორგასალი | V. Mithridatész fia.                                                                                       |
| Khoszroid | II. Vache          | 502–514    | დაჩი                | I. Vahtang fia.                                                                                            |
| Khoszroid | II. Bakoriosz      | 514–528    | ბაკურ II            | II. Vache fia.                                                                                             |
| Khoszroid | V. Pharaszmanész   | 528–542    | ფარსმან V           | II. Bakoriosz fia.                                                                                         |
| Khoszroid | VI. Pharaszmanész  | 542–547    | ფარსმან VI          | V. Pharaszmanész unokaöccse.                                                                               |
| Khoszroid | III. Bakoriosz     | 547–580    | ბაკურ III           | VI. Pharaszmanész fia.                                                                                     |

## Ibériahercegei (588–786)
| Dinasztia  | Uralkodó      | Uralkodott | Grúz név     | Megjegyzés                                 |
| ---------- | ------------- | ---------- | ------------ | ------------------------------------------ |
| Guaramid   | I. Guaram     | 588–590    | გუარამ I     | I. Vahtang unokája.                        |
| Guaramid   | I. István     | 590–627    | სტეფანოზ I   | I. Guaram fia.                             |
| Khoszroid  | I. Adarnész   | 627–637    | ადარნასე I   | III. Bakoriosz fia.                        |
| Khoszroid  | II. István    | 637–650    | სტეფანოზ II  | I. Adarnész fia.                           |
| Khoszroid  | II. Adarnész  | 650–684    | ადარნასე II  | II. István fia.                            |
| Guaramid   | II. Guaram    | 684–693    | გუარამ II    | I. István fia.                             |
| Guaramid   | III. Guaram   | 693–748    | გუარამ III   | II. Guaram unokája.                        |
| Guaramid   | IV. Guaram    | 748        | გუარამ IV    | III. Guaram fia                            |
| Nerszianid | III. Adarnész | 748–760    | ადარნასე III | Leánya és III. Guaram fia összeházasodtak. |
| Nerszianid | Narszész      | 760–780    | ნერსე        | III. Adarnész fia.                         |
| Guaramid   | III. István   | 780–786    | სტეფანოზ III | IV. Guaram fia.                            |

## Kartlihercegei és királyai (813–1008)
| Dinasztia | Uralkodó          | Uralkodott | Grúz név    | Megjegyzés                      |
| --------- | ----------------- | ---------- | ----------- | ------------------------------- |
| Bagratida | Nagy Asot         | 813–830    | აშოტ I დიდი |                                 |
| Bagratida | I. Bagrat         | 830–876    | ბაგრატ I    | Ashot fia.                      |
| Bagratida | I. Dávid          | 876–881    | დავით I     | I. Bagrat fia.                  |
| Bagratida | I. Gurgen         | 881–891    | გურგენ I    | Ashot unokája.                  |
| Bagratida | IV. Adarnész      | 888–923    | ადარნასე IV | I. Dávid fia.                   |
| Bagratida | II. Dávid         | 923–937    | დავით II    | IV. Adarnész fia.               |
| Bagratida | I. Szmbat         | 937–958    | სუმბატ I    | IV. Adarnész fia.               |
| Bagratida | II. Bagrat (*937) | 958–994    | ბაგრატ II   | I. Szmbat fia. Kartli királya.  |
| Bagratida | II. Gurgen        | 994–1008   | გურგენი II  | II. Bagrat fia. Kartli királya. |

## Az egységes Grúzia királyai (1008–1465)
| Kép | Uralkodó                                          | Uralkodott | Grúz név               | Megjegyzés                              |
| --- | ------------------------------------------------- | ---------- | ---------------------- | --------------------------------------- |
|     | III. Bagrat (963 – 1014. máj. 7.)                 | 1008–1014  | ბაგრატ III             | II. Gurgen fia.                         |
|     | I. György (998 – 1027. aug. 16.)                  | 1014–1027  | გიორგი I               | III. Bagrat fia.                        |
|     | IV. Bagrat (1018 – 1072. nov. 24.)                | 1027–1072  | ბაგრატ IV              | I. György fia.                          |
|     | II. György (1054 – 1112)                          | 1072–1089  | გიორგი II              | IV. Bagrat fia.                         |
|     | IV. Alkotó Szent Dávid (1073 – 1125. jan. 24.)    | 1089–1125  | დავით აღმაშენებელი     | II. György fia.                         |
|     | I. Szent Demeter (1093 – 1156)                    | 1125–1155  | დემეტრე I              | IV. Dávid fia.                          |
|     | V. Dávid (? – 1155)                               | 1155       | დავით V                | I. Demeter fia. Hat hónapig uralkodott. |
|     | I. Szent Demeter (másodszor)                      | 1155–1156  | ld. fent               |                                         |
|     | III. György (? – 1184. márc. 27.)                 | 1156–1184  | გიორგი III             | I. Demeter fia.                         |
|     | I. Szent Tamar (1166 – 1213. jan. 18.)            | 1184–1213  | თამარი I               | III. György leánya.                     |
|     | IV. György (1191 – 1223. jan. 18.)                | 1213–1223  | გიორგი IV ლაშა         | Tamar fia.                              |
|     | I. Ruszudani (1194 – 1245)                        | 1223–1245  | რუსუდანი               | Tamar leánya.                           |
|     | VI. Ifjabb/Okos Dávid (1228 – 1293)               | 1245–1259  | დავით VI               | Ruszudani fia, Szeldzsuk-dinasztia.     |
|     | VII. Idős(ebb) Dávid (1216 – 1270)                | 1259–1270  | დავით VII              | IV. György törvénytelen fia.            |
|     | II. Mártír Szent Demeter (1259 – 1289. márc. 12.) | 1270–1289  | დემეტრე II თავდადებული | VII. Dávid fia.                         |
|     | II. Vahtang (1251 – 1293)                         | 1289–1293  | ვახტანგ II             | VI. Dávid fia, Szeldzsuk-dinasztia.     |
|     | VIII. Dávid (1273 – 1311)                         | 1293–1311  | დავით VIII             | II. Demeter fia.                        |
|     | V. Fenséges György (1286 – 1346)                  | 1297–1298  | გიორგი V               | II. Demeter fia.                        |
|     | III. Vahtang (1276 – 1308)                        | 1298–1308  | ვახტანგ III            | II. Demeter fia.                        |
|     | VI. Kisebb György (1308 – 1314)                   | 1311–1314  | გიორგი VI მცირე        | VIII. Dávid fia.                        |
|     | V. Fenséges György (másodszor)                    | 1314–1346  | ld. fent               |                                         |
|     | IX. Dávid (? – 1360)                              | 1346–1360  | დავით IX               | V. György fia.                          |
|     | V. Nagy Bagrat (? – 1393)                         | 1360–1393  | ბაგრატ V დიდი          | IX. Dávid fia.                          |
|     | VII. György (? – 1407)                            | 1393–1407  | გიორგი VII             | V. Bagrat fia.                          |
|     | I. Konstantin (1369 – 1411)                       | 1407–1411  | კონსტანტინე I          | V. Bagrat fia.                          |
|     | I. Nagy Sándor (1386 – 1446. márc. 7.)            | 1412–1443  | ალექსანდრე I დიდი      | I. Konstantin fia.                      |
|     | IV. Vahtang (1413 – 1446. dec.)                   | 1443–1446  | ვახტანგ IV             | I. Sándor fia.                          |
|     | VIII. György (1417 – 1476)                        | 1446–1465  | გიორგი VIII            | I. Sándor fia.                          |

## A széttagolt Grúzia

### Kartli királyai (1465–1746)
| Kép                       | Uralkodó                                         | Uralkodott | Grúz név       | Megjegyzés                               |
| ------------------------- | ------------------------------------------------ | ---------- | -------------- | ---------------------------------------- |
|                           | VI. Bagrat (1439 – 1478)                         | 1465–1478  | ბაგრატ VI      | I. Konstantin unokája.                   |
|                           | II. Sándor (? – 1510. ápr. 1.)                   | 1478       | ალექსანდრე II  | VI. Bagrat fia. Imereti király 1483-tól. |
|                           | II. Konstantin (1447 – 1505. ápr. 27.)           | 1478–1505  | კონსტანტინე II | I. Sándor unokája.                       |
|                           | X. Dávid (1482 – 1526)                           | 1505–1526  | დავით X        | II. Konstantin fia.                      |
|                           | IX. György (1486 – 1539)                         | 1525–1527  | გიორგი IX      | II. Konstantin fia.                      |
|                           | I. Luarszab (1502 – 1556)                        | 1527–1556  | ლუარსაბ I      | X. Dávid fia.                            |
|                           | I. Simon (1537 – 1611)                           | 1556–1569  | სიმონ I        | I. Luarszab fia.                         |
|                           | XI. Dávid (1540 – 1579)                          | 1569–1578  | დავით XI       | I. Luarszab fia.                         |
|                           | I. Simon (másodszor)                             | 1578–1599  | ld. fent       |                                          |
|                           | X. György (1561 – 1606. szept. 7.)               | 1599–1606  | გიორგი X       | I. Simon fia.                            |
|                           | II. Szent Luarszab (1592 – 1622. júl. 1.)        | 1606–1615  | ლუარსაბ II     | X. György fia.                           |
|                           | VII. Bagrat (1569 – 1619)                        | 1615–1619  | ბაგრატ VII     | XI. Dávid fia.                           |
|                           | II. Simon (1610 – 1631)                          | 1619–1631  | სიმონ II       | VII. Bagrat fia.                         |
| Kaheti uralom (1631–1633) |                                                  |            |                |                                          |
|                           | Rosztom (1565 – 1658. nov. 17.)                  | 1633–1658  |                | XI. Dávid fia.                           |
|                           | V. Vahtang (1618 – 1675. szept.)                 | 1658–1675  | ვახტანგ V      | II. Bagrat mukrani herceg fia.           |
|                           | XI. György (1651 – 1709. ápr. 21.)               | 1676–1688  | გიორგი XI      | V. Vahtang fia.                          |
| Kaheti uralom (1668–1691) |                                                  |            |                |                                          |
|                           | XI. György (másodszor)                           | 1691–1695  |                |                                          |
| Kaheti uralom (1695–1703) |                                                  |            |                |                                          |
|                           | XI. György (harmadszor)                          | 1703–1709  |                |                                          |
|                           | Kajhoszru (1674. jan. 1. – 1711. okt. 27.)       | 1709–1711  | ქაიხოსრო       | V. Vahtang unokája.                      |
| Interregnum (1711–1714)   |                                                  |            |                |                                          |
|                           | Jessze (1681 – 1727)                             | 1714–1716  | იესე           | Kajhoszru testvére.                      |
|                           | VI. Vahtang (1675. szept. 15. – 1737. márc. 26.) | 1716–1723  | ვახტანგ VI     | Kajhoszru testvére.                      |
|                           | Jessze (másodszor)                               | 1723–1727  |                |                                          |
| Oszmán uralom (1727–1736) |                                                  |            |                |                                          |
| Perzsa uralom (1736–1744) |                                                  |            |                |                                          |
|                           | II. Tamar (1697 – 1746. ápr. 23.)                | 1744–1746  | თამარი II      | Királynő, VI. Vahtang lánya.             |

### Kaheti királyai (1465–1744)
| Kép                           | Uralkodó                              | Uralkodott | Grúz név       | Megjegyzés                         |
| ----------------------------- | ------------------------------------- | ---------- | -------------- | ---------------------------------- |
|                               | I. György (1417 – 1476)               | 1465–1476  | გიორგი I       | Korábban VIII. György grúz király. |
|                               | I. Sándor (1445 – 1511. ápr. 27.)     | 1476–1511  | ალექსანდრე I   | I. György fia.                     |
|                               | II. Rossz György (1464 – 1513)        | 1511–1513  | გიორგი II      | I. Sándor fia.                     |
| Kartli megszállás (1513–1520) |                                       |            |                |                                    |
|                               | Leó (1504 – 1574)                     | 1520–1574  | ლევანი         | II. György fia.                    |
|                               | II. Sándor (1527 – 1605. márc. 12.)   | 1574–1601  | ალექსანდრე II  | Leó fia.                           |
|                               | I. Dávid (1569 – 1602. okt. 21.)      | 1601–1602  | დავით I        | II. Sándor fia.                    |
|                               | II. Sándor (másodszor)                | 1602–1605  | ld. fent       |                                    |
|                               | I. Konstantin (1567 – 1605. okt. 22.) | 1605       | კონსტანტინე I  | II. Sándor fia.                    |
|                               | I. Tejmuráz (1589 – 1663)             | 1605–1614  | თეიმურაზ I     | I. Dávid fia.                      |
| Perzsa megszállás (1614–1615) |                                       |            |                |                                    |
|                               | I. Tejmuráz (másodszor)               | 1615–1616  | ld. fent       |                                    |
| Perzsa megszállás (1616–1623) |                                       |            |                |                                    |
|                               | I. Tejmuráz (harmadszor)              | 1623–1633  | ld. fent       |                                    |
| Perzsa megszállás (1633–1636) |                                       |            |                |                                    |
|                               | I. Tejmuráz (negyedszer)              | 1636–1648  | ld. fent       |                                    |
| Kartli megszállás (1648–1656) |                                       |            |                |                                    |
| Perzsa megszállás (1656–1664) |                                       |            |                |                                    |
|                               | Arcsil (1647 – 1711. ápr. 16.)        | 1664–1675  | არჩილი         | V. Vahtang fia.                    |
|                               | I. Héraklész (1642 – 1709)            | 1675–1676  | ერეკლე I       | I. Tejmuráz fia.                   |
| Perzsa megszállás (1676–1703) |                                       |            |                |                                    |
|                               | I. Héraklész (másodszor)              | 1703–1709  | ld. fent       |                                    |
|                               | II. Dávid (1678 – 1722. nov. 8.)      | 1709–1722  | დავით II       | I. Héraklész fia.                  |
|                               | II. Konstantin (? – 1732. dec. 28.)   | 1722–1732  | კონსტანტინე II | I. Héraklész fia.                  |
|                               | II. Tejmuráz (1680 – 1762. jan. 8.)   | 1732–1744  | თეიმურაზ II    | I. Héraklész fia.                  |

### Imeretikirályai (1483–1810)
Jelmagyarázat: ∅ – nem tagja a Bagratida-háznak.
| Kép | Uralkodó                               | Uralkodott | Grúz név               | Megjegyzés                                                              |
| --- | -------------------------------------- | ---------- | ---------------------- | ----------------------------------------------------------------------- |
|     | II. Sándor (? – 1510. ápr. 1.)         | 1483–1510  | ალექსანდრე II          | VI. Bagrat fia. 1478-ban Kartli királya is.                             |
|     | III. Bagrat (1495. szept. 23. – 1565)  | 1510–1565  | ბაგრატ III             | II. Sándor fia.                                                         |
|     | II. György (1514 – 1585)               | 1565–1585  | გიორგი II              | III. Bagrat fia.                                                        |
|     | Leó (1573 – 1590)                      | 1585–1588  | ლევანი                 | II. György fia.                                                         |
|     | III. Konstantin (? – 1587)             | 1585–1586  | კონსტანტინე III        | III. Bagrat fia, ellenkirály.                                           |
|     | Rosztom (1571 – 1605)                  | 1588–1589  | როსტომი                | III. Konstantin fia.                                                    |
|     | IV. Bagrat (1565 – 1590 u.)            | 1589–1590  | ბაგრატ IV              | II. Sándor dédunokája.                                                  |
|     | Rosztom (másodszor)                    | 1590–1605  | ld. fent               |                                                                         |
|     | III. György (? – 1639)                 | 1605–1639  | გიორგი III             | III. Konstantin fia.                                                    |
|     | III. Sándor (1609 – 1660)              | 1639–1660  | ალექსანდრე III         | III. György fia.                                                        |
|     | V. Bagrat (1647 – 1681)                | 1660–1661  | ბაგრატ V               | III. Sándor fia.                                                        |
|     | Vahtang Tchutchunashvili ∅ (? – 1688)  | 1660–1661  | ვახტანგ ჭუჭუნაშვილი    | III. Sándor özvegyének a férje.                                         |
|     | Arcsil (1647 – 1713. ápr. 16.)         | 1661–1663  | არჩილი                 | V. Vahtang kartli király fia. Kaheti király 1664-től 1675-ig.           |
|     | III. Demeter ∅ (? – 1668)              | 1663–1664  |                        |                                                                         |
|     | V. Bagrat (másodszor)                  | 1664–1668  | ld. fent               |                                                                         |
|     | Vahtang Tchutchunashvili ∅ (másodszor) | 1668       | ld. fent               |                                                                         |
|     | V. Bagrat (harmadszor)                 | 1669–1678  | ld. fent               |                                                                         |
|     | Arcsil (másodszor)                     | 1678–1679  | ld. fent               |                                                                         |
|     | V. Bagrat (negyedszer)                 | 1679–1681  | ld. fent               |                                                                         |
|     | IV. György ∅ (? – 1684)                | 1681–1683  | გიორგი IV              | Guria hercege.                                                          |
|     | IV. Sándor (? – 1695)                  | 1683–1690  | ალექსანდრე IV          | V. Bagrat fia.                                                          |
|     | Arcsil (harmadszor)                    | 1690–1691  | ld. fent               |                                                                         |
|     | IV. Sándor (másodszor)                 | 1691–1695  | ld. fent               |                                                                         |
|     | Arcsil (negyedszer)                    | 1695–1696  | ld. fent               |                                                                         |
|     | V. György ∅ (? – 1698?)                | 1696–1698  | გიორგი V               |                                                                         |
|     | Arcsil (ötödször)                      | 1698       | ld. fent               |                                                                         |
|     | Simon (? – 1701)                       | 1699–1701  | სიმონი                 | IV. Sándor fia.                                                         |
|     | Nagy Mamia ∅ (? – 1714. jan. 5.)       | 1701–1702  | მამია                  | IV. György fia.                                                         |
|     | VI. György ∅ (? – 1722. okt. 15.)      | 1702–1707  | გიორგი-მალაქია აბაშიძე |                                                                         |
|     | VII. György (? – 1720. febr. 22.)      | 1707–1711  | გიორგი VII             | IV. Sándor törvénytelen fia.                                            |
|     | Mamia ∅ (másodszor)                    | 1711       | ld. fent               |                                                                         |
|     | VII. György (másodszor)                | 1712–1713  | ld. fent               |                                                                         |
|     | Mamia ∅ (harmadszor)                   | 1713       | ld. fent               |                                                                         |
|     | VII. György (harmadszor)               | 1713–1716  | ld. fent               |                                                                         |
|     | VIII. György ∅ (? – 1726)              | 1716       | გიორგი IV              | Mamia fia.                                                              |
|     | VII. György (negyedszer)               | 1716–1720  | ld. fent               |                                                                         |
|     | VIII. György ∅ (másodszor)             | 1720       | ld. fent               |                                                                         |
|     | V. Sándor (1703/1704 – 1752)           | 1720–1741  | ალექსანდრე V           | VII. György fia.                                                        |
|     | IX. György (1712 – 1772 u.)            | 1741       | გიორგი IX              | VII. György fia.                                                        |
|     | V. Sándor (másodszor)                  | 1742–1752  | ld. fent               |                                                                         |
|     | I. Salamon (1735 – 1784. ápr. 23.)     | 1752–1766  | სოლომონ I              | V. Sándor fia.                                                          |
|     | Tejmuráz (? – 1772)                    | 1766–1768  | თეიმურაზი              | I. Salamon unokatestvére.                                               |
|     | I. Salamon (másodszor)                 | 1768–1784  | ld. fent               |                                                                         |
|     | II. Dávid (1756 – 1795)                | 1784–1789  |                        | IX. György fia.                                                         |
|     | II. Salamon (1772 – 1815. febr. 7.)    | 1789–1790  | სოლომონ II             | I. Salamon unokaöccse és leányágon II. Héraklész kartli király unokája. |
|     | II. Dávid (másodszor)                  | 1790–1791  | ld. fent               |                                                                         |
|     | II. Salamon (másodszor)                | 1792–1810  | ld. fent               |                                                                         |

## Kartli és Kaheti királyai (1744–1801)
| Kép | Uralkodó                                       | Uralkodott | Grúz név         | Megjegyzés                              |
| --- | ---------------------------------------------- | ---------- | ---------------- | --------------------------------------- |
|     | II. Tejmuráz (1680 – 1762. jan. 8.)            | 1744–1762  | თეიმურაზ II      | II. Konstantin fivére. II. Tamar férje. |
|     | II. Héraklész (1720. okt. 7. – 1798. jan. 11.) | 1762–1798  | ერეკლე II        | II. Tejmuráz és II. Tamar fia.          |
|     | XII. György (1746. nov. 10. – 1800. dec. 28.)  | 1798–1800  | გიორგი XII       | II. Héraklész fia.                      |
|     | XII. Dávid (1767. júl. 1. – 1819. máj. 13.)    | 1800–1801  | დავით ბაგრატიონი | XII. György fia.                        |